# Baláže
Baláže es un municipio del distrito de Banská Bystrica en la región de Banská Bystrica, Eslovaquia, con una población estimada a final del año 2024 de 229 habitantes.
Se encuentra ubicado en la zona centro-norte de la región, cerca del río Hron —un afluente izquierdo del Danubio— y de la frontera con la región de Žilina.

## Demografía
| Año        | 1994 | 2004    | 2014     | 2024    |
| ---------- | ---- | ------- | -------- | ------- |
| Población  | 201  | 193     | 216      | 229     |
| Diferencia |      | −3,98 % | +11,91 % | +6,01 % |

| Año        | 2023 | 2024    |
| ---------- | ---- | ------- |
| Población  | 234  | 229     |
| Diferencia |      | −2,13 % |